# Lea-by-Backford
Lea-by-Backford è un villaggio e parrocchia civile dell'Inghilterra, appartenente alla contea del Cheshire.